# Villa comunale di Ariano Irpino
La villa comunale è un parco pubblico situato sul colle Castello, il più elevato (oltre 800 m s.l.m.) dei tre rilievi su cui sorge il centro storico di Ariano Irpino (già Ariano di Puglia fino al 1930), nota anche come la città del Tricolle. La caratteristica peculiare del parco è quella di svilupparsi tutt'attorno al castello di Ariano, una fortezza medievale che in epoca normanna divenne residenza di re Ruggero II, il quale nel 1140 vi tenne le celebri assise di Ariano.

## Storia
Contrariamente a quanto si potrebbe supporre, la villa comunale non trae origine dalla corte del castello poiché questa, unitamente alle cisterne (destinate alla raccolta dell'acqua piovana) e alla Torre Grande (la residenza del castellano, di cui rimangono solo i ruderi), era ubicata in posizione sopraelevata all'interno della cinta muraria. I terreni su cui è impiantata villa comunale furono invece ricavati dalla serie di fossati, ripe e contrafforti che cingevano il maniero (il cui ingresso era situato sul lato orientale): per esigenze difensive tali suoli non potevano infatti essere edificati né arborati né tantomeno coltivati ma erano invece gravati da uso civico e, in tempo di pace, destinati a pascolo pubblico con la denominazione di Castello e Pastino. In effetti i pascoli, oltre a rivestire l'intera altura del castello, si estendevano anche al sottostante colle dei Pàsteni, un'area relativamente meno elevata ma strategicamente rilevante e popolata fin dall'epoca pre-romana (i resti di un insediamento rinvenuto in loco, consistenti in intonaci di capanne, frammenti di olle e ceramica fine, risalgono quantomeno all'epoca dei Sanniti-Irpini, se non addirittura alla tarda età del bronzo).
Il castello, edificato probabilmente dai Longobardi di Benevento, rimase in uso per circa un millennio, per essere poi definitivamente abbandonato al termine delle grandi guerre d'Italia del XVI secolo; tuttavia l'uso civico di pascolo sui terreni circostanti rimase integralmente in vigore anche nei periodi successivi. Fin dal 1838 è però attestato l'utilizzo di tali distese erbose anche come area di svago ("luogo di diporto"), benché l'unica presenza arborea fosse costituita da un filare di tigli (già all'epoca definiti annosi) lungo il versante nord-orientale del maniero; ne restano soltanto pochi esemplari all'interno del circuito dello stadio Silvio Renzulli, edificato nella medesima area in epoca fascista. Nel frattempo alcuni progetti alternativi (costruzione di un cimitero o di un impianto di tiro a segno) erano stati presto abbandonati, poiché la creazione di un vero e proprio giardino pubblico fu ritenuta prioritaria. A tale scopo, dopo l'unità d'Italia si diede l'avvio ai lavori di spianamento e di piantumazione finché nell'ottobre 1876 fu ufficialmente aperto al pubblico il primo lotto della villa comunale di Ariano di Puglia; il parco, ancora poco esteso ma riparato dai venti occidentali e con vista sui monti della Daunia, era già dotato di fontana, peschiera e tavernetta.

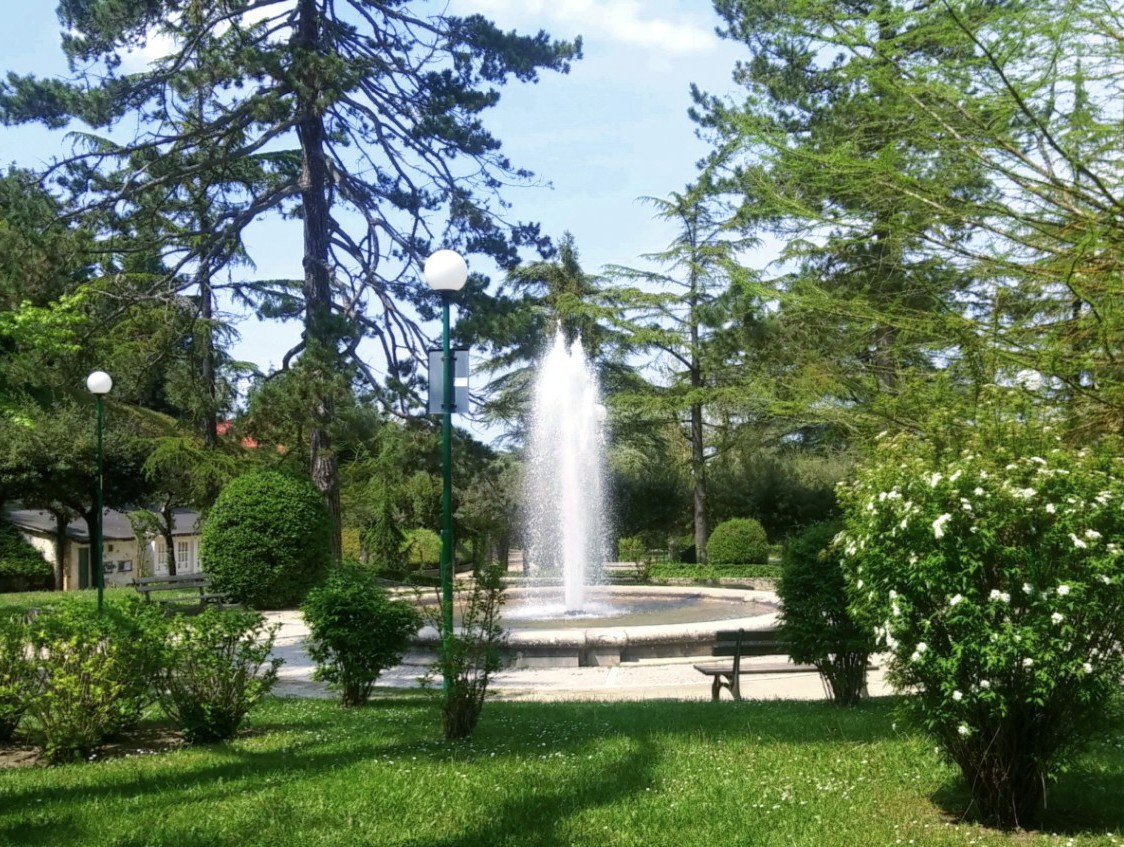
Una veduta della peschiera

I lavori pubblici proseguivano intanto a ritmo serrato al fine di recuperare e rimboschire altri terreni alle falde del castello: una serie di esplorazioni condotte sul finire del XX secolo hanno infatti permesso di accertare che la cinta muraria del castello è interrata per circa un terzo, a conferma che la realizzazione della villa comunale deve essere stata preceduta da intensi lavori di livellamento. L'opera di ampliamento si concluse nel 1912, ma fu solo nel 1938 che i diritti di pascolo pubblico furono dichiarati ufficialmente estinti; l'intero colle del castello fu dunque riconvertito in giardino pubblico così da consentire ai visitatori la veduta panoramica in ogni direzione.
Nel frattempo si era provveduto a istituire una colonia montana (intitotata ad Arnaldo Mussolini e gestita dalla Federazione Fascista Irpina) nell'area del Piano della Croce (in origine detta Croce del Castello), un poggio ubicato lungo il versante sud del maniero ove vi è un'antica croce in stile longobardo poggiante su di una colonna di marmo cipollino, quest'ultima risalente all'età classica; sul versante nord fu invece istituita fin dal 1935 la stazione meteorologica di Ariano Irpino, gestita dall'Aeronautica Militare fino al 1951. All'ingresso della villa comunale vi era il monumento ai caduti della Grande guerra, una statua in bronzo a grandezza naturale raffigurante un fante a torso nudo che sfoderava una baionetta; ammirata per la raffinatezza dei dettagli anatomici, ma al tempo stesso criticata per la palese inosservanza del chiasmo, la statua fu poi consegnata all'industria bellica nel corso della seconda guerra mondiale. Nell'occasione rimase invece indenne il busto bronzeo raffigurante 
il sacerdote-poeta Pietro Paolo Parzanese, un'opera d'arte (realizzata nel 1910 dallo scultore napoletano Enrico Mossuti) che proprio in epoca fascista era stata trasferita dalla centrale piazza Plebiscito al pianalto della villa comunale.

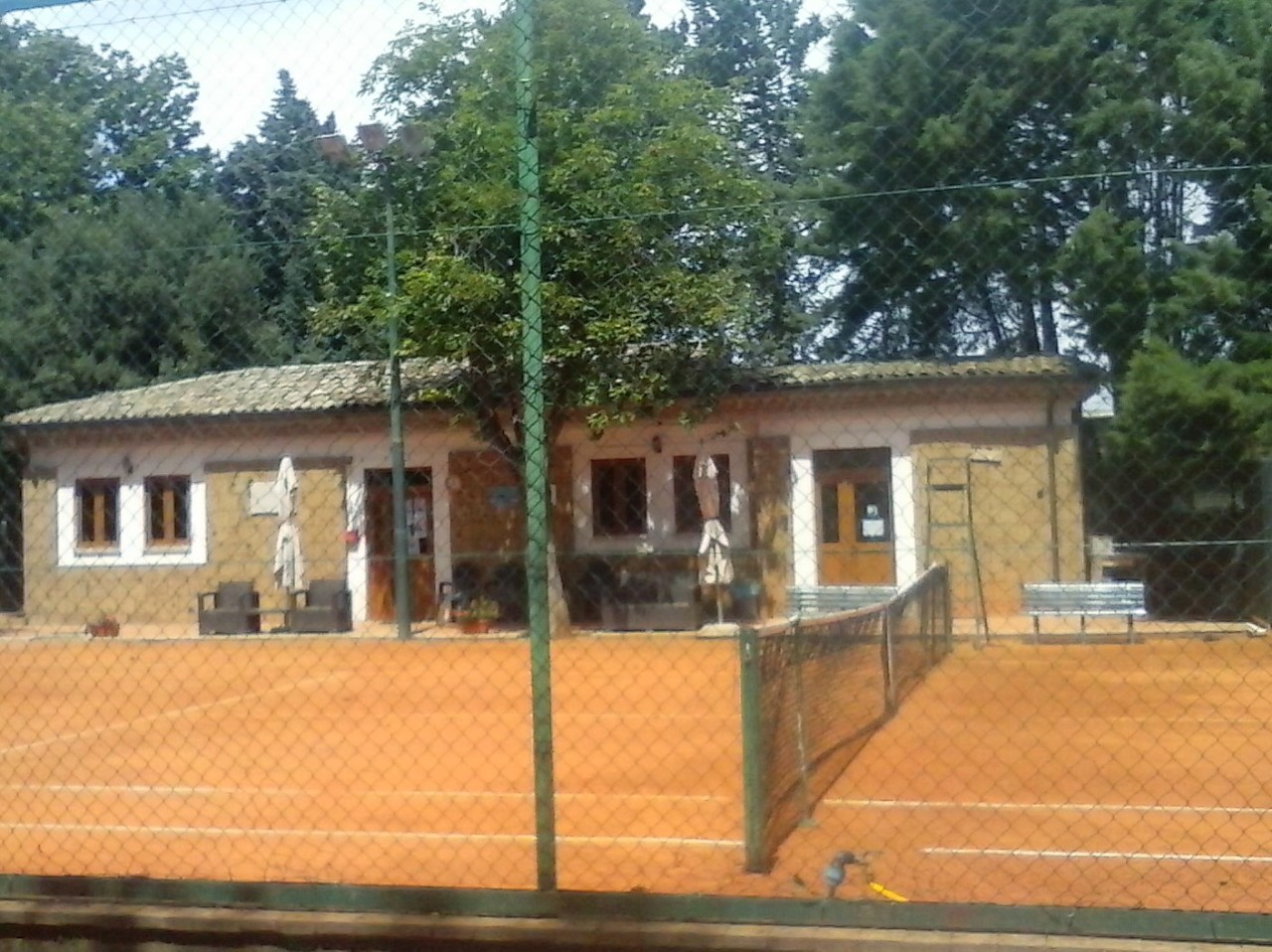
Il campo da tennis nella parte alta del parco

Nel secondo dopoguerra si provvide a creare un nuovo campo da tennis sulla spianata del castello, in sostituzione di quello vecchio che era parte integrante della colonia montana; quest'ultima fu a sua volta trasformata in un polo scolastico, mentre nella sottostante area dei Pàsteni venne creato un boschetto con vegetazione mista (composta in prevalenza da aceri montani e dai sempreverdi cedri della California) e dotato di un'area attrezzata per escursionisti.
Nel 2009 fu aperto al pubblico, in un'ala restaurata del castello, il
museo della civiltà normanna, successivamente trasferito (dal 2023) nel settecentesco palazzo Bevere-Gambacorta, ubicato a non molta distanza dalla villa comunale; i viali del parco sono stati inoltre arricchiti da un lapidario composto da molte decine di reperti archeologici e antiche iscrizioni provenienti dal vicus romano di Aequum Tuticum, situato una decina di chilometri più a nord. Infine nell'area del Piano della Croce fu collocato un nuovo monumento in bronzo dedicato ai caduti di tutte le guerre, mentre il settore opposto della villa comunale fu adornato con un busto bronzeo raffigurante l'eroe della grande guerra Giulio Lusi, decorato con doppia medaglia (d'oro e d'argento) al valor militare.

## Descrizione

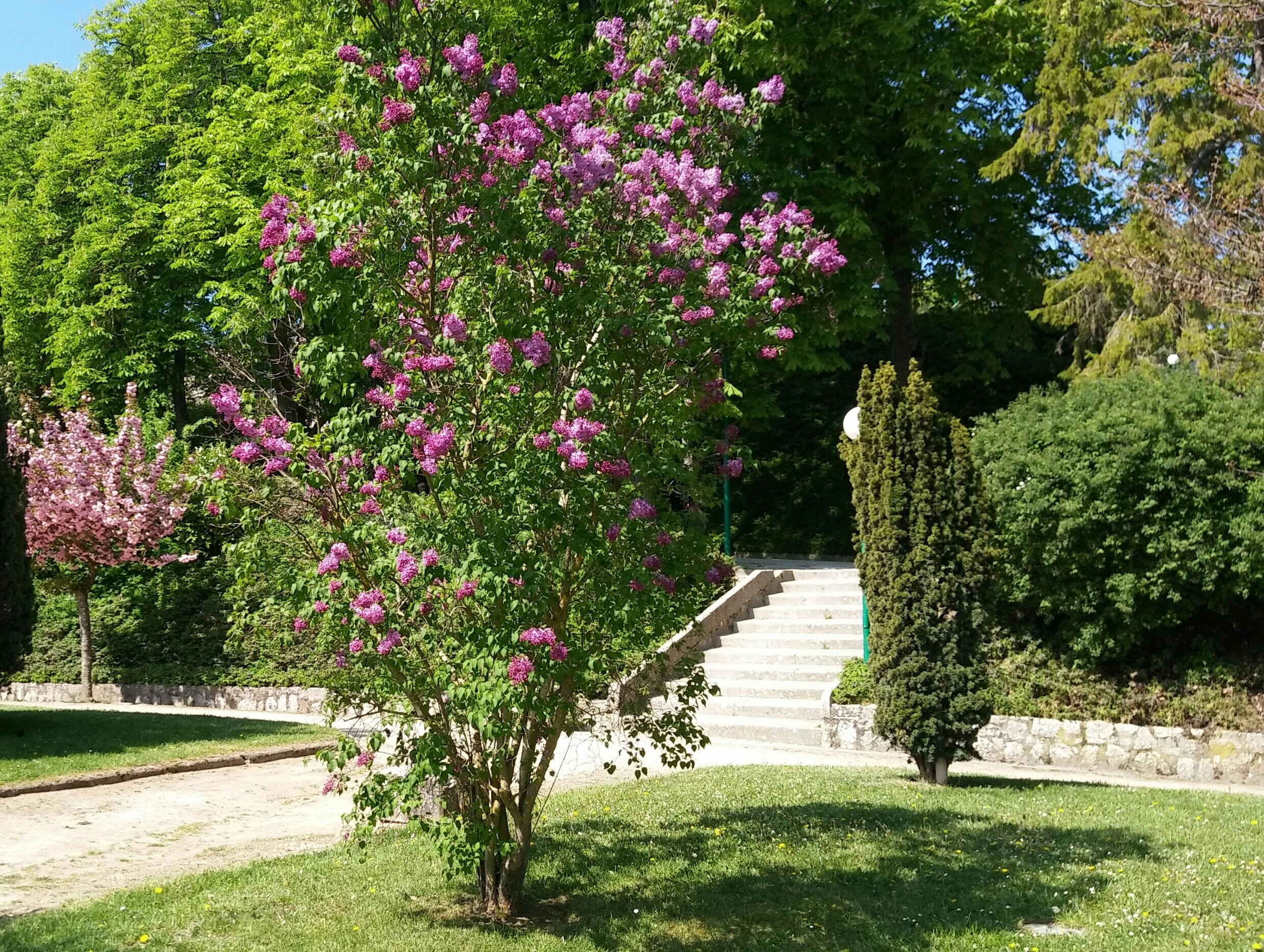
Una delle rampe che si dipartono dal livello inferiore

La villa comunale si estende su circa 40000 m² con tre ingressi: quello principale in piazza Giulio Lusi (inaugurato agli inizi del Novecento), quello originale ottocentesco lungo viale dei Tigli (all'altezza del Piano della Croce) nonché la ripida rampa che discende al sottostante Piano dei Pàsteni. A seguito delle complesse operazioni di spianamento svoltesi tra l'Ottocento e i primi del Novecento, la villa comunale si articola su due livelli, raccordati da un ampio viale di ippocastani e da una serie di rampe pedestri. Il livello superiore si sviluppa a stretto contatto con il castello, cinto da un viale alberato a circuito; i lati meridionali, ornati da lunghi filari di lecci (nonché da un gruppo di pini domestici attorno al busto di Pietro Paolo Parzanese), si sporgono con una scarpata rivestita di ginestre e iperici verso il Piano della Croce e, a media distanza, sull'ampia valle dell'Ufita, mentre sullo sfondo si scorgono il cono vulcanico spento del Vulture, le cime dei monti Lattari (oltre i quali si apre la costiera amalfitana), il santuario di Montevergine sull'omonimo rilievo nonché il Taburno Camposauro, quest'ultimo soprannominato La dormiente per via del suo profilo vagamente muliebre. Sul lato nord si apre invece un ampio pianoro (anticamente detto Piano dei preti) dotato di un parco giochi, cinto da aiuole fiorite e rivestito da un bosco rado di cedri e abeti, mentre alle spalle del campo da tennis vi è un duplice filare di ippocastani a piantata fitta che costituisce il settore più fresco dell'intero parco.

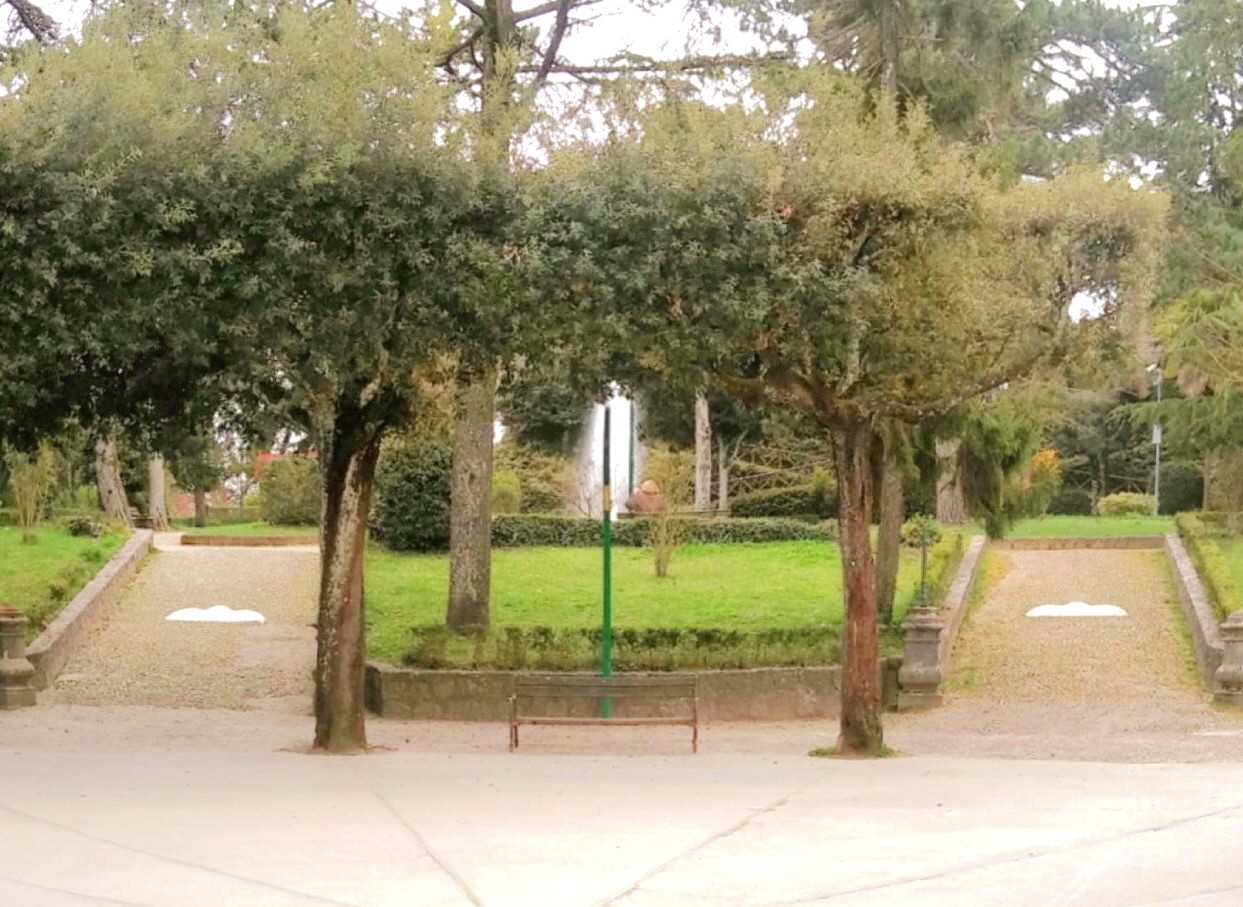
Il giardino ottocentesco

Il livello inferiore si sviluppa tutt'attorno a una peschiera di forma circolare; implementato fin dall'Ottocento, esso contiene gli alberi più imponenti e in particolare una decina di esemplari di cedri appartenenti a tre diverse specie: sette cedri dell'Himalaya, due cedri dell'Atlante e un cedro del Libano (il tronco di un ulteriore cedro himalayano, deceduto dopo quasi due secoli di vita, è stato trasformato in un'opera artistica). Tra le altre specie arboree presenti nel parco si citano i grandi platani, riconoscibili dalla tipica corteccia chiara, e le magnolie dai vistosi fiori bianchi, mentre tra le siepi predominano gli allori, i laurocerasi, gli agazzini dai rametti spinosi e dai frutti gialli e rossi e i viburni, questi ultimi distinguibili dal fogliame scuro, dalla fioritura assai precoce e dai frutticini color viola intenso.
La villa comunale, unitamente al Piano della Croce e al boschetto Pàsteni, è tutelata da impianti di videosorveglianza gestiti direttamente dal locale comando di polizia municipale.